# 은하 TV 소설
은하 TV 소설(일본어: 銀河テレビ小説 깅가테레비쇼세쓰[*])은 NHK 종합 텔레비전의 야간의 일일 드라마 프로그램이다. 또한 본 프로그램의 전신인 "은하 드라마"에 대해서도 기술한다.

## 개요
아침의 연속 TV 소설과 함께 골든 타임에도 그것에 필적하는 내용의 프로그램을 만들자는 취지에서 1969년 4월에 "은하 드라마"라는 제목으로 시작했다. 방송 시간은 매주 월요일부터 금요일까지 오후 9시부터 오후 9시 30분까지였다. "은하 드라마"의 초기에는 시리즈당 5 ~ 10회 정도의 단편 분량이었지만 이후에는 시리즈당 20회 정도의 분량이 되었다.
1972년 4월에는 "은하 TV 소설"로 제목을 바꾸었고 오후 10시부터 오후 10시 15분까지, 더욱이 1974년부터는 "뉴스 센터 9시" 이후의 오후 9시 40분부터 오후 10시까지, 1988년도 전기(4월 ~ 9월)에는 오후 10시부터 오후 10시 40분까지, 동년도 후기(1988년 10월 ~ 1989년 3월)에는 오후 10시부터 오후 10시 20분까지 방송되었다(다음날 낮에 재방송). 이후 1989년 3월에 종료했다.
주요 히트작으로는 하시다 스가코의 각본으로 신혼 부부와 동거하는 시어머니와의 갈등을 그린 "이웃의 시바푸"(일본어: となりの芝生, 1976년)와 비토 다케시의 소년기를 드라마화한 "다케시군, 안녕!"(일본어: たけしくん、ハイ!, 1985년 · 1986년)이 있다.
아침의 "연속 TV 소설"에서 볼 수 없었던 특징은 NHK 나고야 방송국도 제작에 참여함으로써 나고야시 · 아이치현을 무대로 한 작품도 다수 제작되었다.
프로그램 본편을 시작하기 전에 초기 10초간, 후기 5초간의 아이캐치(밤하늘을 배경으로 유성이 날아다닌다)가 채용되고 있었다. 이것은 나중에 방송된 "드라마 신은하"에도 답습되었다.
이 프로그램 종료 후 NHK 종합의 프라임 타임의 시간대 프로그램은 스포츠 뉴스, 교양 프로그램의 스포츠 타임(월요일부터 토요일. 일요일은 선데이 스포츠 타임이라고 자칭하고 있으며 실질적으로 모든 요일에 대응하는 것)으로 전환하였다.